# 弓弦羽神社
弓弦羽神社（ゆづるはじんじゃ）は、兵庫県神戸市東灘区御影郡家にある神社である。旧社格は村社。

## 祭神

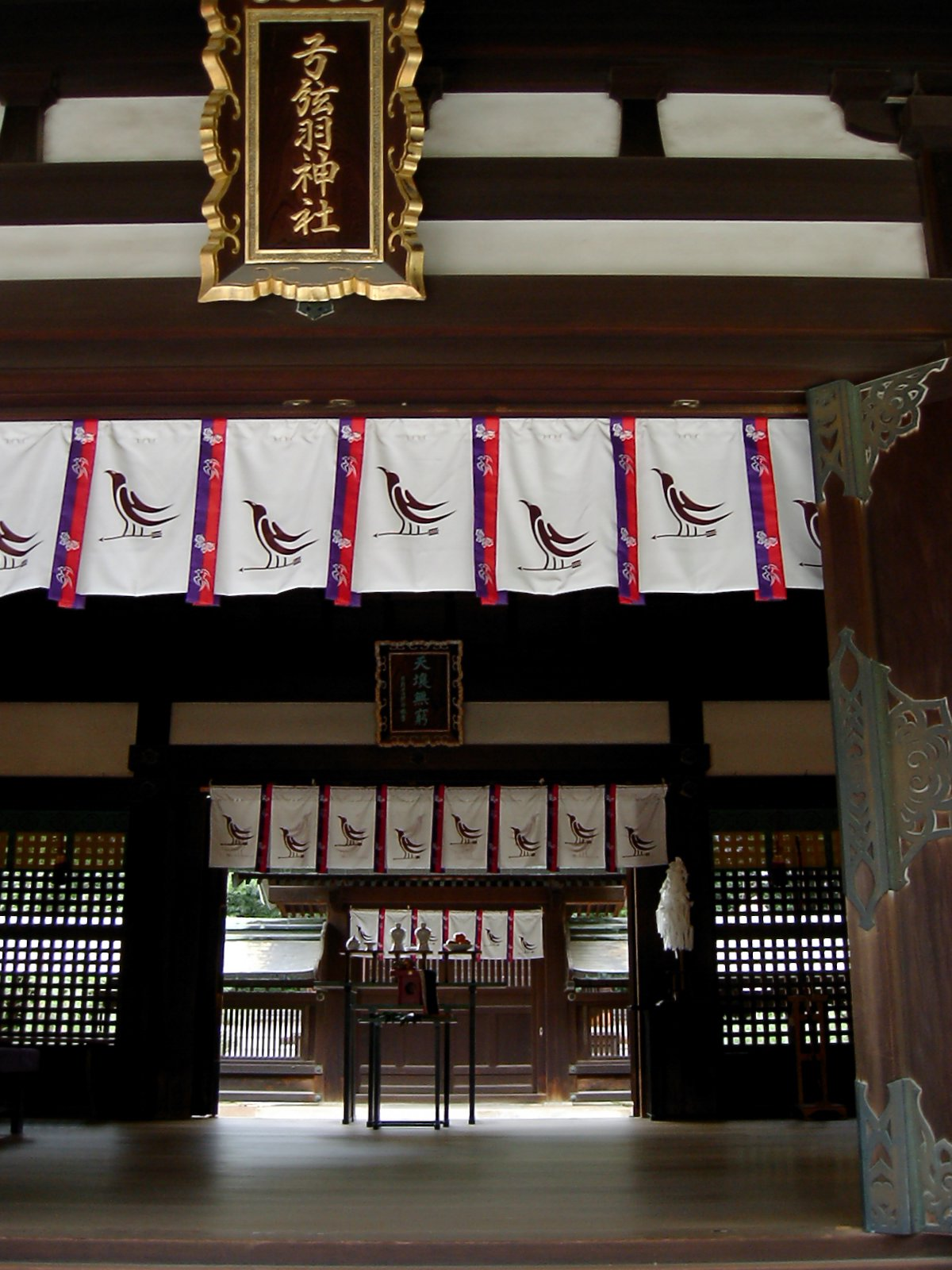
弓弦羽神社の八咫烏

熊野三山に祀られる神である伊弉冉尊（那智大社）・事解之男命（本宮大社）・速玉之男命（速玉大社）を祀り、「根本熊野三所大神」と総称する。天照皇大御神・素佐男尊を配祀する。八咫烏をシンボルとする。

## 歴史
神功皇后の三韓征伐からの帰途、忍熊王が挙兵したことを知り、この地で弓矢・甲冑を納めて熊野大神に戦勝を祈願した。弓矢・甲冑を納めたということから、当社背後の山を「弓弦羽岳」「武庫山」（後に「六甲山」の字が宛てられた）と呼ぶようになった。
延暦年間（782年 - 805年）に弓弦羽の森が神領地と定められ、嘉祥2年（849年）、社殿を造営し遷座した。平安中期以降は熊野信仰の隆盛に伴い崇敬を集めた。
17世紀には灘地方で酒造家の創業が相次ぎ、造酒・回船業の氏子を集め繁栄した。

## 灘の造酒
日本酒の名産地である灘五郷にあり、氏子には造酒メーカーも多い。新年に菊正宗、白鶴、剣菱の奉納した樽酒がふるまわれるほか、メーカーの醸造祈願祭も行われる。酒神として知られる松尾大社から、末社が勧請されている。

## 阪神・淡路大震災
東灘区の被害は甚大で建物の全壊は11171棟（神戸市全体のほぼ5分の1を占める）にのぼったが、弓弦羽神社でも社務所、手水舎、絵馬堂が全壊した他、鳥居の笠木が落下した。氏子も多数が死傷し、神社参道の入り口には慰霊碑が建てられている。
1995年（平成7年）11月には「神戸ルーツ」と題するパブリックアートが現代美術家八木マリヨの提唱で制作された。全国から集められた一万着の古着を束ねて縄にするというもので、延べ500人の市民が参加し、拝殿の正面に直径1m、高さ8mの縄が垂直にたてられた。この大縄は震災から1年がたった1996年（平成8年）1月17日におこなわれた震災復興祈願祭（神職100名が参加、参列は約2000名）の際に「鎮魂の送り火」として拝殿の正面に垂直に立てられたまま燃やされた。

## 弓弦羽神社と芸術・スポーツ

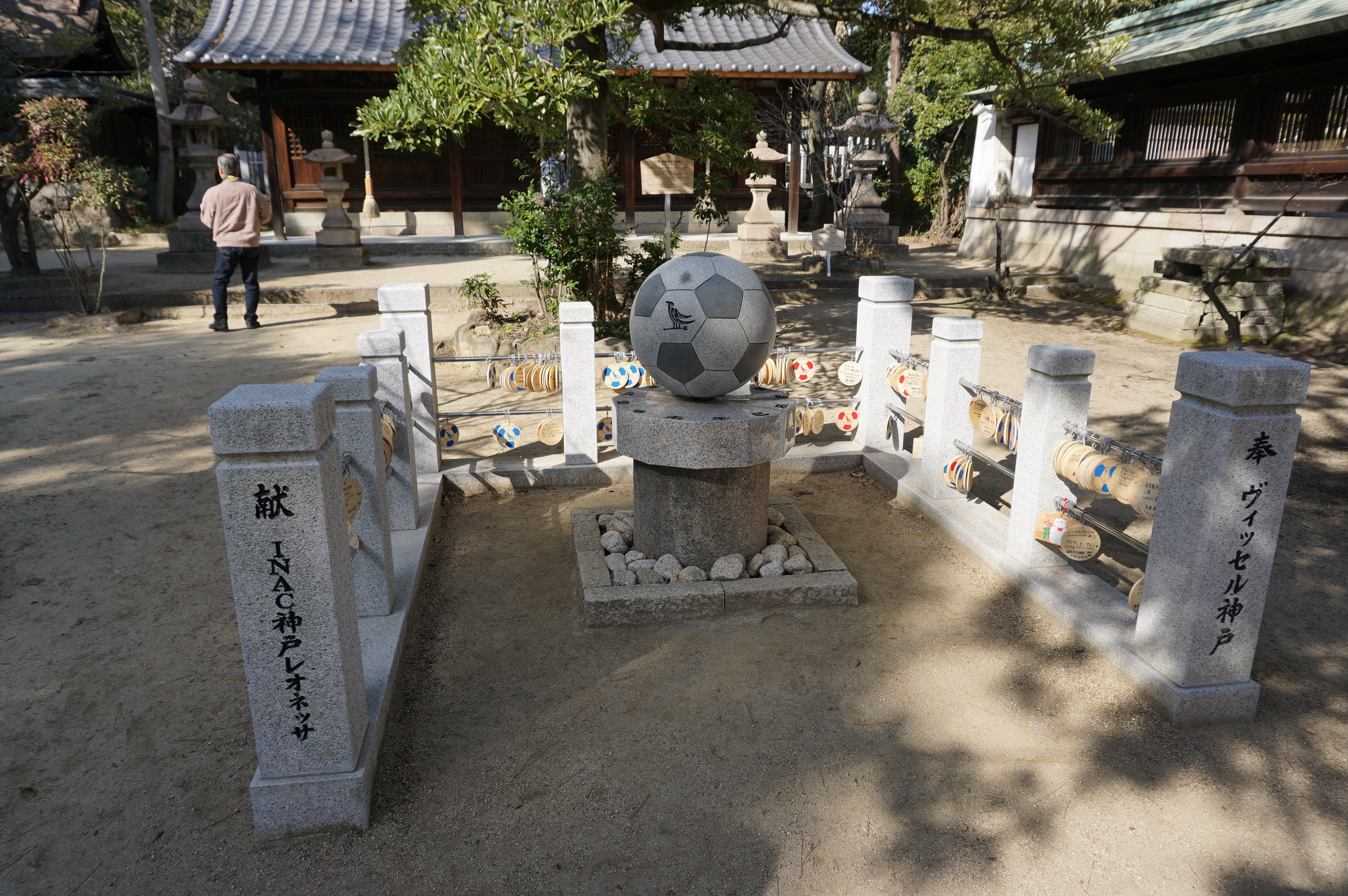
境内にあるサッカーボールのオブジェ

前述のように、弓弦羽神社は八咫烏をシンボルとしているが、日本サッカー協会も同じ八咫烏をシンボルとしていること、また日本初のサッカーチームが近隣の御影師範学校で編成されたという地縁もあり、境内に御影石製のサッカーボールが設置されている。神戸を本拠地とする女子サッカークラブのINAC神戸レオネッサがシーズンイン前に必勝祈願を行うことでも知られる。また、名前に弓がつくことから弓道家やヴァイオリンの愛好家も訪れる。

## 羽生結弦ファンの聖地
フィギュアスケート選手の羽生結弦が、ファンからのお守りで自身と名前の似た当社の存在を知って2011年（平成23年）7月に参拝したこともあり、とりわけソチオリンピックでの羽生の活躍を祈願しての絵馬が多数かけられ、金メダルを獲得した直後には参拝者が20倍になったという。そのこともあり、年々羽生結弦を応援する参拝者が増加し、羽生ファンの聖地と呼ばれるようになっており、神社に奉納される絵馬の7割近くが羽生を応援し、必勝祈願をするものであるという。

## 境内

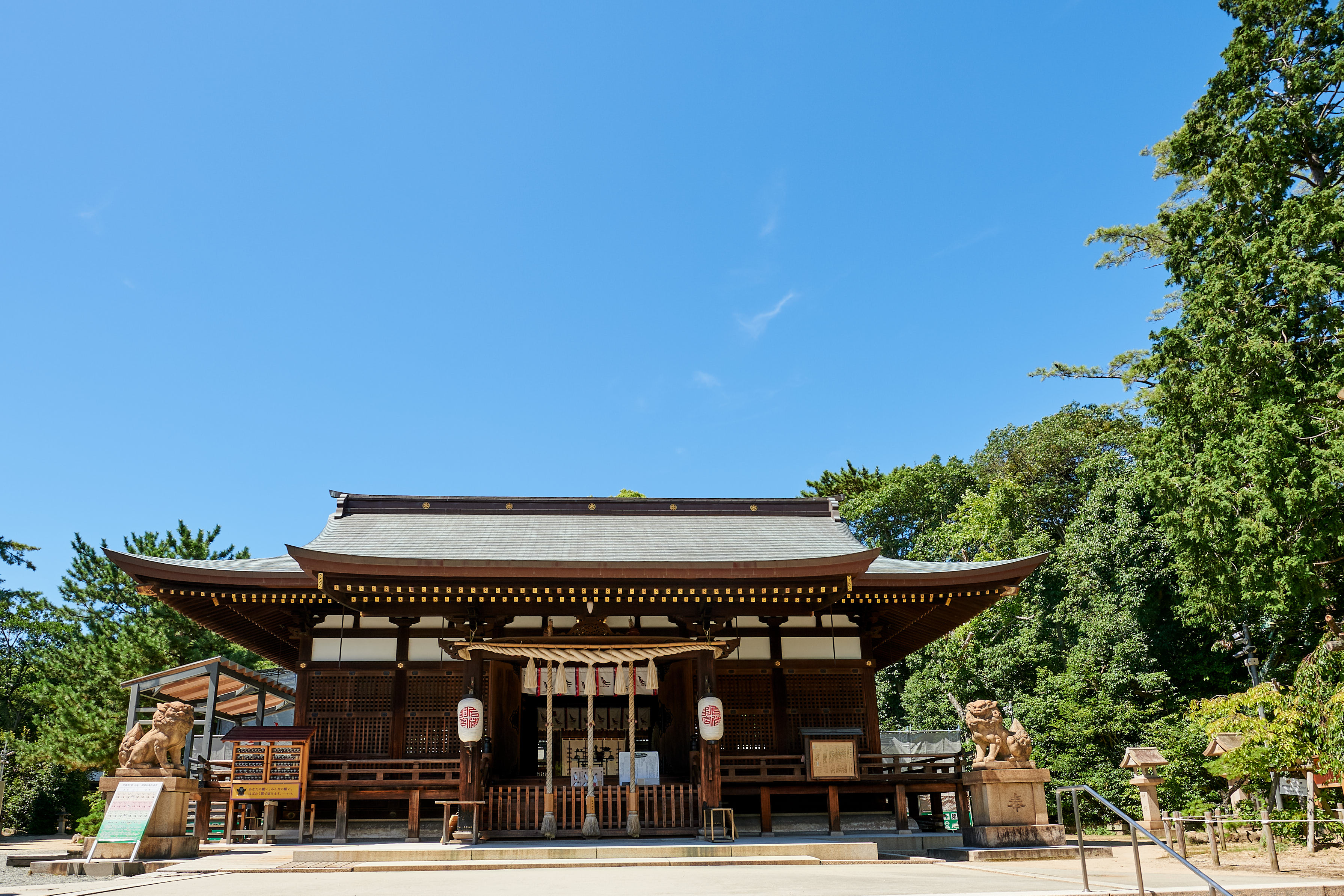
社殿
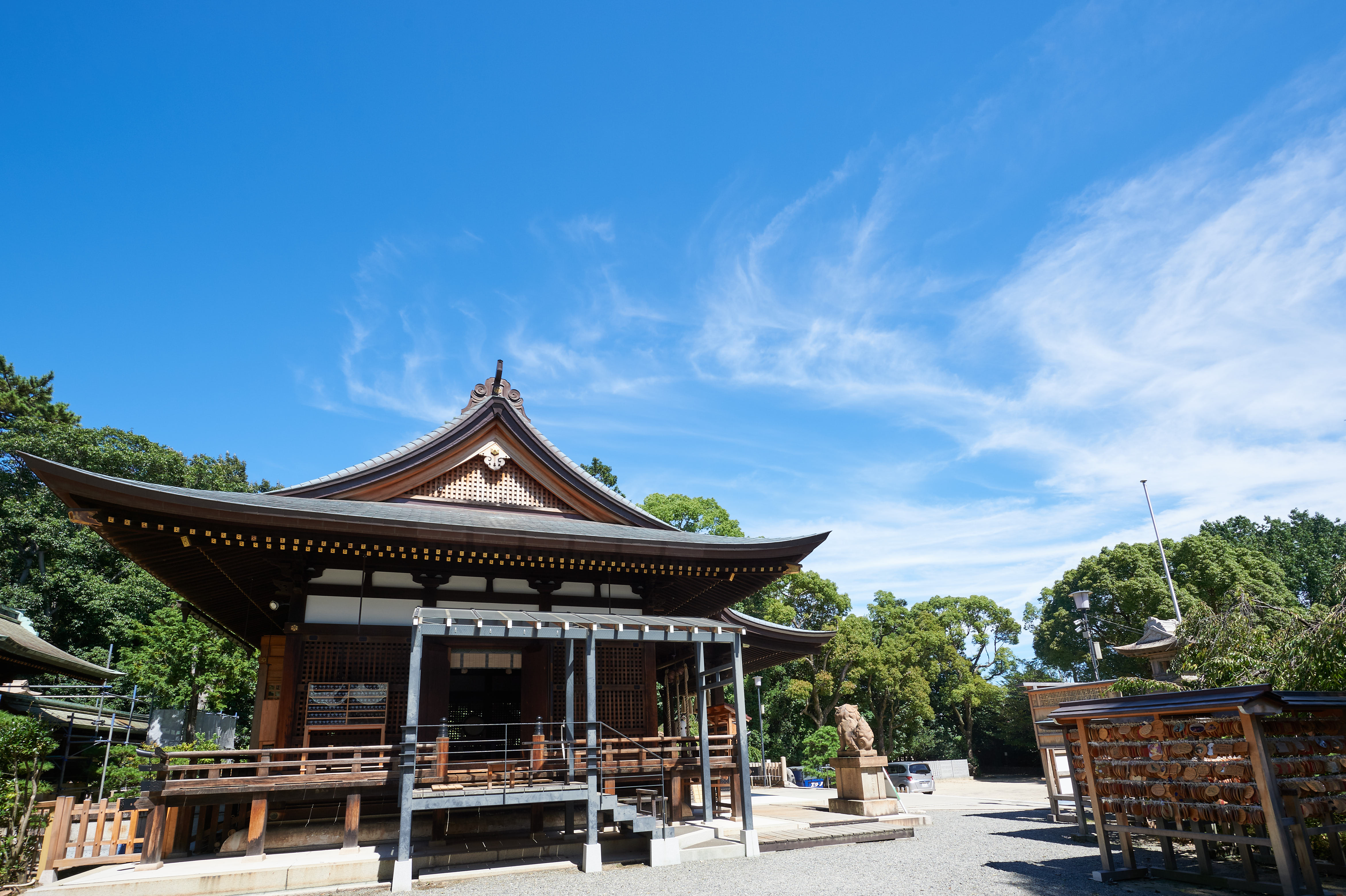
境内
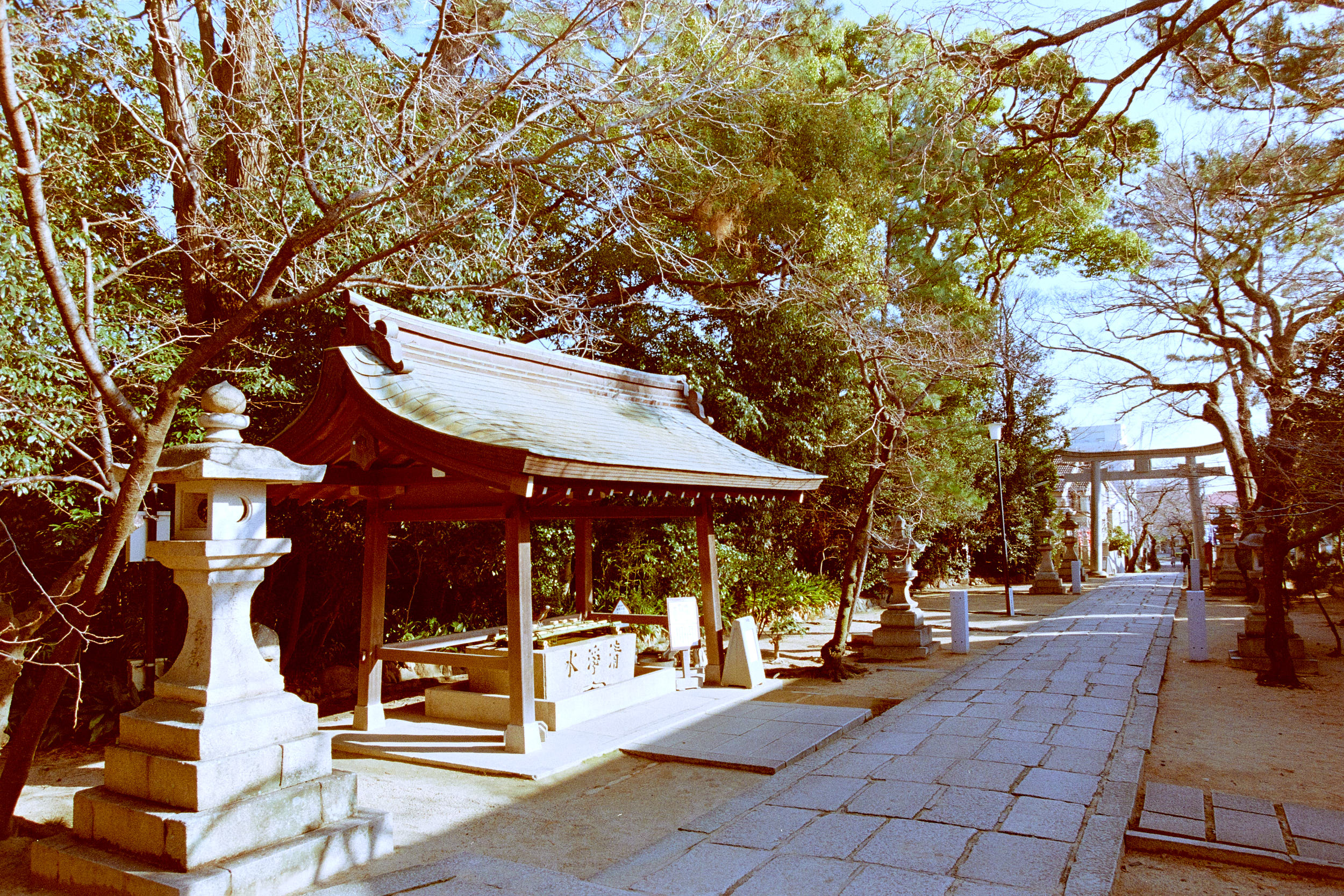
境内
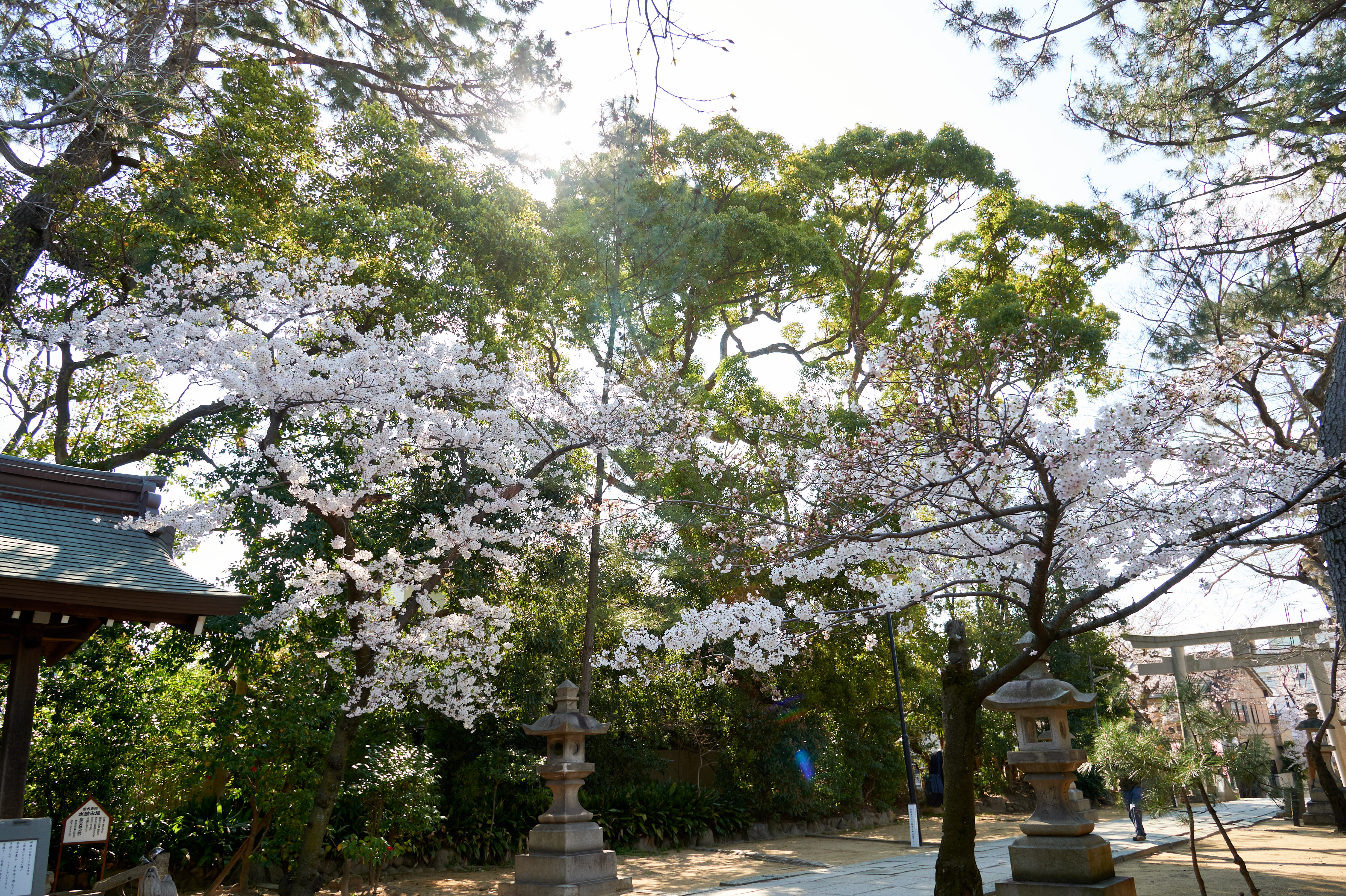
境内
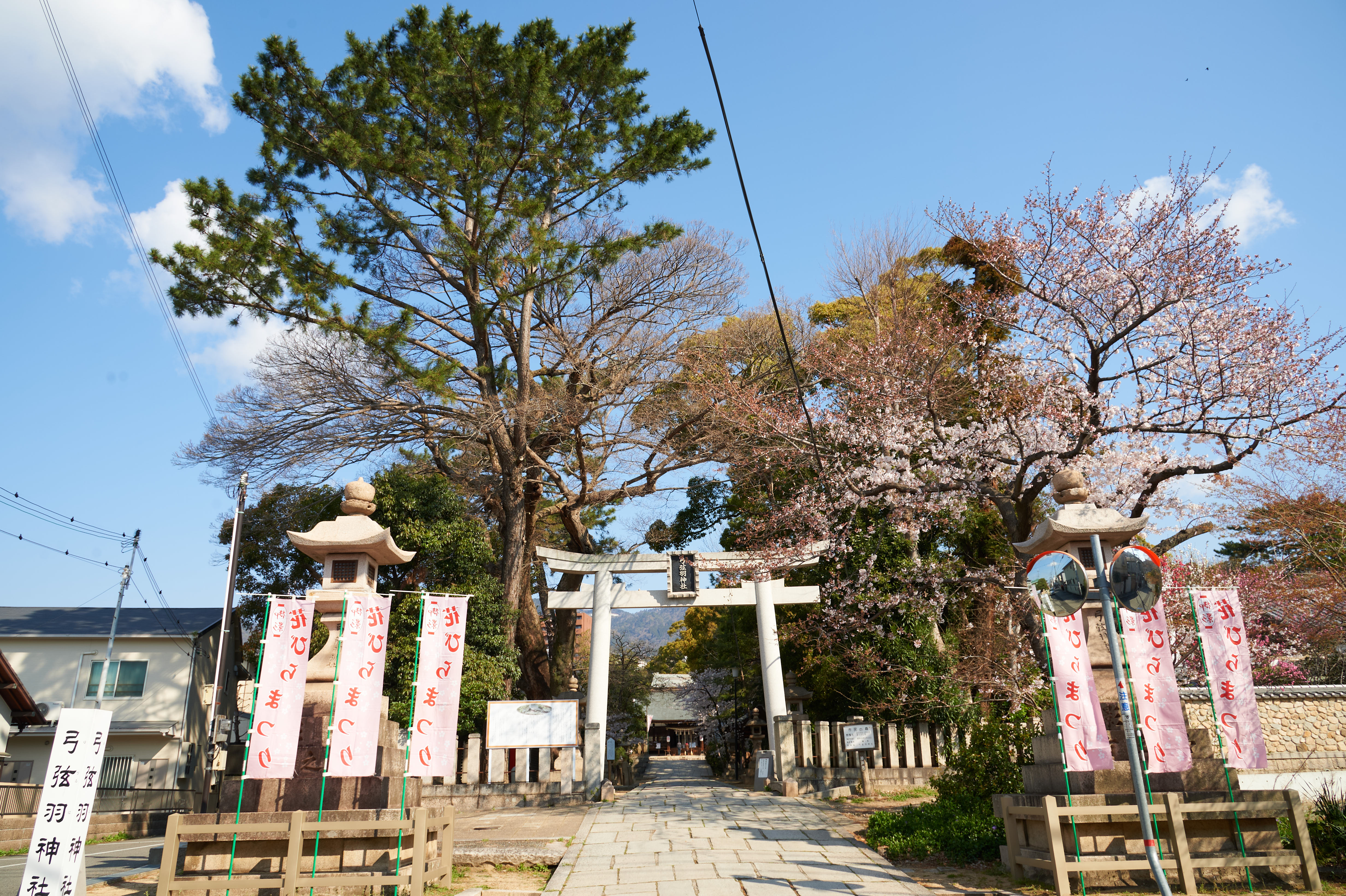
境内

## 交通手段
- 阪急神戸線 御影駅より徒歩で約5分。
- JR神戸線（東海道本線） 住吉駅より徒歩で約10分。
- 阪神本線 御影駅より徒歩で約15分。